# 减速顶
减速顶（英語：Dowty retarder）最早由英国人George Dowty发明，用于编组站驼峰调速系统中进行车辆速度控制的一种液压设备。分为壳体和油缸（活塞）两大部分。中國国内最早研制并生产减速顶的是哈尔滨铁路局减速顶调速系统研究中心。中國境内的减速顶经过几十年的发展已经形成了可控顶、停车顶、加速顶等三大类产品。以减速顶为设备的调速系统有：点连式调速系统、连续式调速系统、反坡调速系统、编组场尾部停车系统。其中连续式调速系统还可细分为：驼峰全顶调速系统、股道全顶调速系统、微机可控顶调速系统。